# Abou Zeyan
Abou Zeyan est un sultan zianide qui règne à Tlemcen de 1516 à 1517 puis en 1518 en succession de son frère Abou Thabet Mohamed et en concurrence avec son oncle Abou Hammou III.
Son rival Abou Hammou III, le destitue en 1516, puis à nouveau en 1517 et prétends régner en tributaire de Charles Quint. Abou Zeyan a les faveurs de la population qui voit d'un mauvais œil l'alliance de Abou Hammou III et des chrétiens. Il fait alors appel aux frères Barberousse. Aroudj Barberousse, proclamé sultan d'Alger depuis 1516, prépare alors une expédition . Il reçoit notamment l'aide de Belkadi, souverain de Koukou. Aroudj et Moulay Abou Hammou se livrent bataille dans la plaine de Sidi Bel Abbès où Moulay Abou Hammou est vaincu. Moulay Abou Hammou a fui vers Oran où il est accueilli par ses alliés Espagnols.
Aroudj est accueilli dans Tlemcen en libérateur mais Abou Zeyan trouve son allié encombrant et lui fait remarquer qu'il entends exercer le pouvoir en tant que sultan. Il finit assassiné comme le cheikh At Toumi d'Alger. Une des raisons probable est la formation d'un complot par Abou Zeyan contre Barberousse. Aroudj se maintient durant un an dans Tlemcen d'où il gouverne depuis le Mechouar. Son rival Abou Hammou III prépare une expédition de concert avec les Espagnols pour reprendre Tlemcen à Aroudj Barberousse,.